# Гранит
Вижте пояснителната страница за други значения на Гранит.
Гранитът е една от най-разпространените магмени скали в природата. Той съставлява около 95% от обема на всички интрузивни скали в континенталния тип земна кора. Съдържа кварц, ортоклаз, биотит и други минерали. Гранитът е от твърдите скали поради високото си съдържание на кварц (твърдост 7 по скалата на Моос) и фелдшпат (6 по Моос), но има относително по-малка плътност (2.75 g/cm3) в сравнение с другите интрузивни скали. Освен това има ниско водопоглъщане и висока устойчивост на студ. Ето защо е подходящ за вътрешно и външно обзавеждане, за направа и облицовки на стени, подове, стълби, колони и други.

## Физични свойства
Средната плътност на гранита е между 2,65 и 2,75 g/cm3, устойчивост на натиск над 200 MPa и вискозитет при стандартни температура и налягане от 3 – 6·1020 Pa·s.
Температурата на топене на сухия гранит при стандартно налягане е 1215 – 1260 °C. Тя спада значително при наличието на вода.
Като цяло, гранитът има лоша първична проницаемост, но добра вторична проницаемост през цепнатини и фрактури, ако присъстват такива.

## Химичен състав
Осреднен химичен състав на гранита, основаващ се на 2485 анализа:
| SiO2  | 72,0 % |
| Al2O3 | 14,42% |
| K2O   | 4,12%  |
| Na2O  | 3,69%  |
| CaO   | 1,82%  |
| FeO   | 1,68%  |
| Fe2O3 | 1,22%  |
| MgO   | 0,71%  |
| TiO2  | 0,30%  |
| P2O5  | 0,12%  |
| MnO   | 0,05%  |

## Разпространение
Гранитните скали са широко разпространени сред континенталната кора. Голяма част от тях са образувани през докамбрий. Гранитът е най-разпространеният скален фундамент, лежащ под относително тънката седиментна облицовка на континентите. Често, гранитът се среща под формата на малки, под 100 km2 щокове и батолити, които обикновено се появяват във връзка с орогенезата на планински вериги.

## Естествено излъчване
Както повечето естествени скали, гранитът е източник на радиация. Калий-40 е радиоактивен изотоп със слабо излъчване и съставна част на алкалния фелдшпат, който е широко разпространен елемент в гранитните скали. Някои гранити съдържат около 10 – 20 ppm (части на милион) уран. За сравнение, по-мафичните скали (например габро и диорит) съдържат около 1 – 5 ppm уран. Освен това всички гранити съдържат известно количество торий.

## Промишленост
Гранитната и мраморната промишлености са едни от най-старите промишлености в света, датиращи още от Древен Египет. В днешно време, сред най-големите износители на гранит в света са: Китай, Индия, Италия, Бразилия, Канада, Германия, Швеция, Испания и САЩ.